# Meeting Areva 2019
Meeting de Paris 2019 byl lehkoatletický mítink, který se konal 24. srpna 2019 ve francouzském městě Paříž. Byl součástí série mítinků Diamantová liga.

## Výsledky

### Muži
| Disciplína             | 1. místo                    | 2. místo                  | 3. místo                   |
| Běh na 200 m           | Noah Lyles 19,65            | Ramil Guliyev 20,01       | Aaron Brown 20,13          |
| Běh na 1500 m          | Ronald Musagala 3:30,58     | Ayanleh Souleiman 3:30,66 | Filip Ingebrigtsen 3:31,06 |
| Běh na 110 m překážek  | Daniel Roberts 13,08        | Orlando Ortega 13,14      | Freddie Crittenden 13,17   |
| Běh na 400 m překážek  | Karsten Warholm 47,26       | Ludvy Vaillant 48,30      | Kyron McMaster 48,33       |
| Běh na 3000 m překážek | Soufiane El Bakkali 8:06,64 | Benjamin Kigen 8:07,09    | Lamecha Girma 8:08,63      |
| Skok vysoký            | Michael Mason 228 cm        | Andrij Procenko 228 cm    | Ilya Ivanyuk 228 cm        |
| Trojskok               | Will Claye 18,06 m          | Christian Taylor 17,82 m  | Omar Craddock 17,28 m      |
| Hod koulí              | Tomas Walsh 22,44 m         | Joe Kovacs 22,11 m        | Darlan Romani 21,56 m      |

### Ženy
| Disciplína   | 1. místo                      | 2. místo                     | 3. místo                 |
| Běh na 100 m | Elaine Thompsonová 10,98      | Marie-Josée Ta Lou 11,13     | Dafne Schippersová 11,15 |
| Běh na 400 m | Stephenie Ann McPherson 51,11 | Kendall Ellis 51,21          | Shakima Wimbley 51,50    |
| Běh na 800 m | Hanna Green 1:58,39           | Natoya Goule 1:58,39         | Winnie Nanyondo 1:58,83  |
| Skok o tyči  | Alysha Newmanová 482 cm       | Katerina Stefanidiová 475 cm | Sandi Morrisová 475 cm   |
| Trojskok     | Yulimar Rojasová 15,05 m      | Liadagmis Povea 14,75 m      | Keturah Orji 14,72 m     |
| Hod diskem   | Denia Caballerová 66,91 m     | Sandra Perkovićová 65,01 m   | Feng Pin 64,60 m         |